# Giovanni Polidori
Giovanni Polidori (Rieti, 2 gennaio 1975) è un pallavolista italiano.
Gioca nel ruolo di centrale nella Carige Genova di Serie A2.

## Carriera
Giovanni iniziò la sua carriera con la maglia bianco-celeste della S.S. Lazio Pallavolo, militando nelle giovanili per una stagione. Nel 1993 esordì in Serie A1 con la Sisley Treviso, allora considerata la più forte formazione italiana. Restò a Treviso per tre stagioni, conquistando con la maglia oro-granata quasi tutti i trofei vinti durante la sua carriera: due scudetti, una Coppa dei Campioni, una Coppa delle Coppe ed una Supercoppa europea.
Dal 1996 al 2002 militò nelle serie immediatamente inferiori, passando dalla Serie A2 alla Serie B1. Il ritorno nel massimo campionato nazionale avvenne al termine della Serie A2 2002-03, quando con la maglia dell'AdriaVolley Trieste vinse i play-off promozione, battendo in finale la formazione di Lamezia Terme. Nonostante la promozione conquistata, il rapporto con la formazione triestina si interruppe a pochi mesi dall'inizio della sua terza stagione in maglia rosso-blu: il 25 dicembre 2003 venne ufficializzato il suo passaggio alla Trentino Volley.
A Trento restò solamente una stagione, vincendo però la regular season grazie alla presenza in squadra di campioni del calibro di Paolo Tofoli, Andrea Sartoretti e Lorenzo Bernardi. Dopo le parentesi di Loreto e di Gioia del Colle si trasferì alla Tonno Callipo Vibo Valentia, con la quale visse quella che fino ad ora è la sua ultima stagione in Serie A1, segnata dalla retrocessione al termine della stagione 2006-07. L'anno successivo, sempre in maglia calabrese, conquistò nuovamente la promozione, vincendo 24 partite su 30 della Serie A2 2007-08.
Nel 2008 fu nuovamente a Gioia del Colle (per la terza volta), mentre nel 2009 si trasferì a Padova, dove venne allenato dal suo ex compagno di squadra Lorenzo Bernardi.
Nel 2010 arriva la chiamata del Sora, disputando una grandissima stagione portando la Globo Banca Popolare del Frusinate ai play-off con eliminazione ai quarti di finale.
Nella stagione 2010-2011 si trasferisce a Genova nelle file della Carige Genova di Serie A2

### Carriera da allenatore
Dopo una lunga carriera da giocatore, Giovanni Polidori ha intrapreso una transizione verso ruoli tecnici e di allenatore. 
Attualmente, a partire dal 28 luglio 2025, Polidori è ufficialmente confermato al CUS Ancona Volley, dove ricopre tre ruoli distinti: vice allenatore della prima squadra supportando il capo allenatore Giacomo Giampieri nella guida della squadra senior che milita in Serie C, preparatore atletico per l'intero settore giovanile, capo allenatore di una formazione femminile Under 10.

## Palmarès
- Campionato italiano: 2

1993-94, 1995-96
- Campionato italiano A2: 3

1996-97:2002-03:2007-08]
- Coppa dei Campioni: 1

1994-95
- Coppa delle Coppe: 1

1993-94
- Supercoppa europea: 1

1994